# Рядом с Грейс (фильм)
«Рядом с Грейс» — американская драма 2005 года, основанная на одноимённом романе Скотта Соммера.

## Сюжет
Конец 1970-х. Отличная музыка, и ритм жизни. Генри Ниринг уходит учиться в колледж, он только что потерял мать, его отец Шеп пьёт бурбон и разъезжает на своем новом мотоцикле «Фэнетелс». Его брат Блэр — классный хиппи, любитель грибного чайка и загадочной Тины Сандей. Рядом с Генри две девушки, одна — подруга детства, Мерна Эш, милая и умненькая, другая — Грейс Ченс, без заморочек и сексуальная. Генри всерьёз увлечён Грейс, и она предлагает ему развлечься с ней. Он соглашается…

## В ролях
- Грегори Смит — Генри
- Дэвид Морс — Шеп
- Дэвид Москоу — Блэр
- Джордана Брюстер — Грейс
- Эшли Джонсон — Мерна
- Рик Розенталь — учитель (камео)

## Внешние ссылки
- The official site
- Nearing Grace (англ.) на сайте Internet Movie Database
- Nearing Grace review - Movie Criticism by Plume Noire
- http://www.hollywoodreporter.com/thr/search/article_display.jsp?vnu_content_id=1000965778